# Санмаринска християндемократическа партия
Санмаринската християндемократическа партия (на италиански: Partito Democratico Cristiano Sammarinese) е дясноцентристка християндемократическа политическа партия в Сан Марино.
Основана през 1948 година, партията е водещата организация на десницата в страната. На парламентарните избори през 2012 година заемя първо място и получава 19 места в парламента.